# 알리스 다비드
알리스 다비드(Alice David, 1987년 3월 22일 ~ )는 프랑스의 배우이다.

## 출연 작품
- 투 이즈 어 패밀리 (2016)